# اسنوکر آزاد چین
اسنوکر آزاد چین (به انگلیسی: China Open) یک تورنمنت بین‌المللی با حضور ورزشکاران درجه یک از سراسر جهان است که از سال ۱۹۹۷ شروع به کار کرد.